# Elchovo
Elchovo of Elhovo (Bulgaars: Елхово) is een stad met 9.373 inwoners in het zuidoosten van Bulgarije, en de hoofdplaats van de gelijknamige gemeente Elchovo in de oblast Jambol. De gemeente Elchovo bestaat, naast de stad Elchovo, ook uit 21 nabijgelegen dorpen op het platteland.

## Ligging
De stad ligt op de westelijke oever van de rivier de Toendzja, in het zuidenoosten van de Thracische laagvlakte. De stad ligt 38 km van de stad  Jambol, 100 km van de stad Boergas en 339 km ten zuidoosten van de hoofdstad Sofia.

## Geschiedenis
Uit opgegraven grafheuvels, koperen instrumenten en aardewerk blijkt dat in dit gebied al sinds het Neolithicum een constante aanwezigheid van mensen is geweest. 
De Bronstijd wordt gekenmerkt door de  Thracische cultuur. Er zijn vandaag de dag nog allerlei overblijfselen van Thracische forten, nederzettingen en grafstenen (hunnebedden) te vinden. 
In het jaar 45 na Christus kwam dit gebied in handen van het Romeinse Rijk. Voor de Romeinen had dit gebied rondom Elchovo een zeer gunstige ligging: Adrianopel (het huidige  Edirne) werd verbonden met Augusta Traiana (het huidige  Stara Zagora). 
Vanaf de veertiende eeuw tot de dood van  Constantijn XI behoorde Elchovo tot het Byzantijnse Rijk.
In 1878, bij het Congres van Berlijn, werd dit gebied onderdeel van Oost-Roemelië, die onder de politieke en militaire heerschappij van het Osmaanse Rijk bleef vallen. Na de eenwording van het Vorstendom Bulgarije met Oost-Roemelië in 1885, kwam dit gebied binnen de grenzen van de Bulgaarse staat te vallen.

## Bevolking

#### Bevolkingssamenstelling
Een overgrote meerderheid van de bevolking bestaat uit etnische Bulgaren. Volgens de volkstelling van 2011 vormen Bulgaren 91% van de bevolking van de stad Elchovo. De grootste minderheid zijn de  Roma: zij vormen ruim 8% van de bevolking. 
| Etnische samenstelling (in 2011) | Bulgaren | Bulgaarse Turken | Roma  | overig |
| -------------------------------- | -------- | ---------------- | ----- | ------ |
| stad Elhovo                      | 8.982    | 10               | 779   | 107    |
| gemeente Elhovo                  | 13.433   | 35               | 1.211 | 220    |

#### Religie
Volgens de volkstelling van 2011 is het christendom de grootste religie in gemeente Elchovo. Vooral de Bulgaars-Orthodoxe Kerk (75%) heeft veel aanhangers. Ongeveer 3% van de bevolking behoort tot het protestantisme (vaak bekeerlingen uit de  Roma-gemeenschap). Veel kleinere aantallen zijn katholiek, moslim of ongodsdienstig. Een groot deel van de bevolking heeft niet gereageerd op de optionele volkstelling van 2011. 